# Histoire de l'université de Paris
 (février 2008).
Améliorez-le ou discutez des points à vérifier. 
L'Histoire de l'université de Paris est un livre écrit au XVIIe siècle par César Egasse du Boulay. Cet ouvrage couvre la période présumée de fondation de l'université de Paris à l'époque de Charlemagne, en 800, jusqu'à 1600.

## Présentation
- Abrégé de l'histoire de l'université et touchant son origine, ses parties et son gouvernement en faveur des quatre nations des arts, confie les trois autres facultés, 1656, in-4°. Abrégé de l'histoire de l'université et touchant son origine, ses parties et son gouvernement en faveur des quatre nations des arts, confie les trois autres facultés, 1656, in-4°. Cet abrégé fut accueilli très favorablement, du moins par la faculté des arts, et fit attendre avec impatience le grand ouvrage sur le même sujet qu'il y annonçait comme devant former 6 volumes, et qu'il préparait depuis plusieurs années. Les deux premiers volumes parurent enfin en 1665, in-fol., sous ce titre de Notœ ad censuram editam nomine facultatis Parisiensis theologicœ in opus quod inscribilur : Historia Universitatis Parisiensis, 1667, in-4°. Les commissaires du roi chargés de l'examen de l'ouvrage n'y trouvèrent rien qui pût en empêcher la continuation. Encouragé par leur déclaration, du Boulay donna encore trois volumes, 1668.

Historia Universitatis Parisiensis, ipsius fundationem, nationes, facultates, magistratu, decreta, etc., cum instrunientis, publicis et authenticis a Carolo M. ad nostra tempora ordine chronologico completens (Histoire de l'université de Paris, depuis 800 jusqu'à 1600, écrite en latin) (1665, 6 vol.), Paris, F. Noel et P. de Bresche, 1665-1673. 
La faculté de théologie publia une censure de ces trois premiers volumes :
Censura facultatis théologicæ Parisiensis, 1667, in-f°, ou par excès de zèle, ou par jalousie contre un auteur qui lui refusait le premier rang dans la composition de l'université. 
Du Boulay répondit à cette censure par un ouvrage intitulé :
Notæ ad censuram… C'est une réponse à l'ouvrage suivant : Excerptae ex Historia Universitatis Pariensis C. E. Bullaei et in cam Censum, Paris, 1667. 
Le sixième volume et dernier s'arrête avec la fin du XVIe siècle, au moment de la réformation de l'université par Henri IV. C'est le terme qu'il s'était prescrit dès l'origine : c'est là aussi que s'arrête Jean-Baptiste-Louis Crévier qui n'a guère fait que l'abréger.
L'ouvrage de du Boulay est écrit en latin. C'est moins une composition régulière qu'un recueil de dissertations et de pièces justificatives, bulles, édits, arrêts, lettres et conclusions de l'université ou des différentes facultés, liées ensemble par un court récit qui en facilite l'intelligence.
On a dit[3] que la plupart des originaux dont s'était servi du Boulay avaient été jetés au feu comme devenus inutiles. Il est certain qu'en 1684, six ans après la mort de l'auteur, l'université était en procès contre son frère pour recouvrer ces pièces originales. Il est probable cependant qu'une grande partie au moins fut restituée ; car malgré tout ce qui a pu être égaré depuis cinquante ans par suite des déplacements brusques et multipliés qu'ont subis les archives de l'ancienne université, il reste encore au ministère de l'instruction publique et aux archives du royaume un assez grand nombre de parchemins originaux.
Outre les réclamations dont l'histoire de l'université fut l'objet de la part des facultés supérieures qui se croyaient lésées dans leurs droits ; outre les critiques auxquelles elle donna lieu, et dont une des principales est un manuscrit in-fol., souvent cité et combattu par Crevier, et qui existe à la Bibliothèque de la Sorbonne, sous ce titre :
Universitatis Parisiensis jusque facultatum quatuor, Origo vera, adversus fabulas ac fabulatores vindicata ; la composition et la publication de son histoire suscita à du Boulay des ennemis au sein même de la faculté des arts et de la nation de France, dont il était devenu comme l'oracle depuis trente ans. Rémi Duret, nommé censeur de cette nation en 1675, lui intenta, au nom même de la nation, un procès où il l'accusait d'extorsions à l'égard des candidats à la maîtrise ès-arts, et d'autres moyens peu réguliers, pour subvenir aux dépenses qu'exigeait son grand travail.
Dans un factum intitulé Recueil de plusieurs conclusions et autres actes concernant la nation de France, 1676, in-4°, il lui reproche d'avoir entrepris cette histoire sans y être autorisé ; de se donner de lui-même le titre d'historiographe de l'université ; d'avoir fait supporter à la seule nation de France les frais d'une histoire des quatre nations et de toute l'université ; enfin de s'être acquis 10 000 livres de rentes en terres et en revenus, quoiqu'il n'eût ni patrimoine, ni bénéfices, etc. On ne voit pas que du Boulay ait répondu victorieusement, à tous ces reproches.
Le roi, instruit de ces démêlés, évoqua l'affaire à son conseil privé ; mais la mort de du Boulay, en 1678, le 16 octobre, laissa cette grande querelle sans résultat.
Quoi qu'il en soit de son ouvrage[4], recueil il est vrai un peu informe et souvent incomplet[5Abrégé de l'histoire de l'université et touchant son origine, ses parties et son gouvernement en faveur des quatre nations des arts, confie les trois autres facultés, 1656, in-4°. 
Cet abrégé fut accueilli très favorablement, du moins par la faculté des arts, et fit attendre avec impatience le grand ouvrage sur le même sujet qu'il y annonçait comme devant former 6 volumes, et qu'il préparait depuis plusieurs années. Les deux premiers volumes parurent enfin en 1665, in-fol., sous ce titre :
Notœ ad censuram editam nomine facultatis Parisiensis theologicœ in opus quod inscribilur : Historia Universitatis Parisiensis, 1667, in-4°. 
Les commissaires du roi chargés de l'examen de l'ouvrage n'y trouvèrent rien qui pût en empêcher la continuation. Encouragé par leur déclaration, du Boulay donna encore trois volumes, 1668.
Historia Universitatis Parisiensis, ipsius fundationem, nationes, facultates, magistratu, decreta, etc., cum instrunientis, publicis et authenticis a Carolo M. ad nostra tempora ordine chronologico completens (Histoire de l'université de Paris, depuis 800 jusqu'à 1600, écrite en latin) (1665, 6 volumes), Paris, F. Noel et P. de Bresche, 1665-1673. 
La faculté de théologie publia une censure de ces trois premiers volumes :
Censura facultatis théologicæ Parisiensis, 1667, in-folio, ou par excès de zèle, ou par jalousie contre un auteur qui lui refusait le premier rang dans la composition de l'université. 
Du Boulay répondit à cette censure par un ouvrage intitulé :
Notæ ad censuram.... C'est une réponse à l'ouvrage suivant : Excerptae ex Historia Universitatis Pariensis C. E. Bullaei et in cam Censum. Paris, 1667. 
Le sixième volume et dernier s'arrête avec la fin du XVIe siècle, au moment de la réformation de l'université par Henri IV. C'est le terme qu'il s'était prescrit dès l'origine : c'est là aussi que s'arrête Jean-Baptiste-Louis Crévier qui n'a guère fait que l'abréger.

## Lire en ligne
Historia universitatis Parisiensis sur Gallica

## Source partielle
« Histoire de l'université de Paris », dans Louis-Gabriel Michaud, Biographie universelle ancienne et moderne : histoire par ordre alphabétique de la vie publique et privée de tous les hommes avec la collaboration de plus de 300 savants et littérateurs français ou étrangers, 2e édition, 1843-1865 [détail de l’édition]